# Andrej Rubljov (film)
Az Andrej Rubljov (eredeti cím: Андрей Рублёв) Andrej Tarkovszkij orosz filmrendező 1966-ban készült többszörös díjnyertes filmje, ami a címszereplő Andrej Rubljov (Андрей Рублёв) orosz ikonfestőről szól.
Az igazságot át kell élni, megtanítani nem lehet.

## A film készítése
Tarkovszkij és Andrej Koncsalovszkij 1962-ben kereste meg a Moszfilm vezetőségét a film ötletével. Az irodalmi forgatókönyv első és második verziója a filmstúdióban működő I. Művészeti Alkotóközösségben készült, majd a munka 1963 júniusában Tarkovszkij átlépésével a VI. Művészeti Alkotóközösségben folytatódott. Az Alkotóközösség feladata a „helyes útra terelés” volt.
Tarkovszkij filmjét már a forgatás alatt, 1965-ben számos támadás érte. Levelezés indult meg a Moszfilm és a párt felé. Sokan állatkínzást vetettek az alkotók szemére (égő teheneket, elpusztult lovakat emlegettek), illetve a vlagyimiri Uszpenszkij-székegyház felgyújtását emlegették. Erről a Krokogyil című szatirikus lapban is írtak. Tarkovszkijék hosszas levelezés után tudtak tovább forgatni.
1966 végén a megvágott filmet visszautasította a Moszfilm. Tarkovszkij az akkor 207 perces filmet újra megvágta, elmondása szerint 36 helyen. A film 14 perccel lett rövidebb. A változtatások Tarkovszkijt reménytelen helyzetbe sodorták. Újabb vágásokat kértek tőle (a meztelen jelenetek, a ostrom alatti kegyetlen képek eltávolítását). 1966 végén és 1967 elején már a Szovjetunió Minisztertanácsa Filmügyekkel Foglalkozó Állami Bizottsága igazgatójának ír segítségkérő levelet. Minden változatlan maradt, Tarkovszkij nem volt hajlandó együttműködni a Moszfilmmel.
Tarkovszkij 1967 májusában belebetegedett az értelmetlennek tűnő harcba. A film végleges formája 1969-ben alakult ki, amikor Tarkovszkij újravágta.
Ez a film szerepelt a cannes-i filmfesztiválon is, ahol a FOPRESCI-fíjat nyerte el. Szovjetunióbeli és nemzetközi forgalmazása 1971 végén kezdődött. Tarkovszkij szerint a kritika vagy aljas volt, vagy teljesen elhallgatták a film bemutatását.. 2010-ben a Guardian tematikus filmlistáján minden idők legjobb művészfilmjeként győzött az alkotás.

## Cselekmény
Rubljov valódi életrajza szinte ismeretlen, ezért a filmben ábrázolt történeteket, eseményeket az alkotók alakították.
A film prológust, nyolc fő fejezetet és epilógust tartalmaz. A nyolc rész 1400 és 1423 között játszódik, csak Andrej Rubljov személye, lelki fejlődése köti össze. A nyolc résznek külön fejezetcíme van. A film prológusa és az epilógus a lazán összefüggő fő történettől is független. A prológus és a nyolc fejezet fekete-fehér, az epilógus színes filmre készült.

A repülő Jefim

Prológus: egy Jefim nevű parasztember társaival egy templom mellett kezdetleges hőlégballont szerkeszt. Ellenfelek is érkeznek, akik a kísérletet akarják megakadályozni. Jefim a templom tornyából indulva a segítők és az ellenzők csodálkozására hosszabb repülést végez. A repülés végén azonban lezuhan. A jelenet végén a földön fekvő ballont, illetve egy, a folyóparton a fűben hempergő lovat látunk.
Csepűrágó – Скоморох (1400): Andrej Rubljov és társai, Kirill és Danyiil Csornij elhagyják a zagorszki Szent Andronyikov kolostort. Útközben, eső elől menekülve, egy kocsmába térnek be, ahol a nép nagy mulatságára egy csepűrágó az urakat gúnyolja. Váratlanul megjelennek a vlagyimiri nagyfejedelem katonái, és megverik majd elhurcolják a csepűrágót. Sem a három szerzetes, sem a hallgató közönség nem nyújt segítséget. 

Feofan Grek – Феофан Грек (1403): Az öreg, nagy tekintélyű ikonfestőt felkeresi Kirill Vlagyimirben. Míg kint kerékbetörés zajlik, addig a templomban Feofan Grek és Kirill az ikonfestésről beszél. Feofan már hallott Andrejről, és Kirillt meghívja a moszkvai Blagovescsenyszkij székesegyház kifestésére. Kirill azzal a feltétellel fogadja el a megbízást, ha Feofán a kolostora vezetősége és Andrej előtt, nyilvánosan hívja meg őt. 

A következő jelenetben Feofan küldöttje érkezik a kolostorba és Kirill helyett Andrejt hívja meg. Andrej gyónás után elindul. Atyai barátja, Danyiil Csornij már nem tart vele. Kirill elhagyja a kolostort dühében, még a kutyáját is agyonveri.
Andrej vívódásai – Старсти по Андрею (1406): Útközben vitáik vannak arról, hogy az ember eredendően bűnös-e,
Ünnep – Праздник (1408) Andrej egy pogány szekta ünnepségébe keveredik.
Utolsó ítélet – Страшиый суд (1408): Andrejnek erkölcsi okok miatt nehezen megy a templom kifestése. A nagyfejedelem azokat a kőfaragókat, akik öccséhez igyekeznek, megvakíttatja, hogy ne dolgozhassanak neki. Andrejnek ez újabb művészi és emberi dilemmát okoz.
Támadás – Набег (1409): A nagyherceg öccse a közös ellenséggel, a tatárokkal összefogva megtámadja Vlagyimirt. A tatárok orosz katonák segítségével a várost elfoglalják, a templomot kirabolják. Andrej a félkegyelmű lány védelmében megöl egy embert.
A hallgatás – Молчание (1412) Andrej egy kolostorba vonul vissza, némasági fogadalmat tesz, és nem fest többé.
A harang – Колокол (1423): Az utolsó rész ismét Vlagyimirban játszódik. A nagyherceg harangot akar öntetni, de a harangöntők meghaltak a háborúban és a járványban. Az egyik harangöntő kamaszkorú fia, Boriszka, azt állítja, hogy apja neki elmondta a harangöntés titkát. Végül megbízzák a harangöntéssel. A fiú kérlelhetetlenül végzi munkáját, de kevesen bíznak benne. Andrej figyelemmel kíséri a fiút. Közben az első részben szereplő csepűrágó is megjelenik, aki Rubljovra támad, mert azt hiszi, hogy Rubljov adta a katonák kezére.. Később Kirill bevallja Rubljovnak, hogy ő árulta el a csepűrágót, és arra kéri Andrejt, hogy folytassa a festést. A harang avatására nagy ünnepség készül, de a meghívott külföldiek kételkednek abban, hogy a harang megszólal.

Az avatáskor kiderül, hogy a harang szépen szól. Boriszka félrevonul és zokog, mert az apja a titkot nem árulta el neki. Andrej vigasztalja, feloldva némasági fogadalmát, és kijelenti: újra festeni fog.
Epilógus: A film színessé válik és Rubljov ikonjaiból mutat be részleteket. A bemutatott ikonok sorrendben: • Krisztus Pantokrátor, • Nazianzi Szent Gergely, • Angyali üdvözlet, • Nazianzoszi Szent Gergely (2x), • Krisztus bevonul Jeruzsálembe (2x), • Krisztus születése <Kép> (2x), • Krisztus Pantokrátor, • Krisztus színeváltozása (2x), • Krisztus születése, • Krisztus megkeresztelése (2x), • Lázár feltámasztása, • Krisztus születése (2x), • Szentháromság (7x), • Mihály arkangyal <Kép>, • Pál apostol <Kép>, • Megváltó.
A zárójelben lévő számok a snittek számát jelentik.

## Szereplők
| Szereplő                         | Színész              | Magyar hang    |
| -------------------------------- | -------------------- | -------------- |
| Andrej Rubljov                   | Anatolij Szolonyicin | Kern András    |
| Kirill                           | Ivan Lapikov         | Tordy Géza     |
| Danyiil Csornij                  | Nyikolaj Grinyko     | Kristóf Tibor  |
| Feofan Grek [Theophan, a Görög]  | Nyikolaj Szergejev   | Képessy József |
| Félkegyelmű lány "Durocska"      | Irma Raus            | Liska Zsuzsa   |
| Boriszka                         | Nyikolaj Burljajev   | Fazekas István |
| Nagyherceg / Nagyherceg testvére | Jurij Nazarov        | Mécs Károly    |
| Rendfőnök                        | Jurij Nyikulin       | ?              |
| Kobzos                           | Rolan Bikov          | ?              |
| Sztyepán                         | Nyikolaj Grabbe      | ?              |
| Foma                             | Mihail Kononov       | ?              |
| Harangöntők vezetője             | Sztyepán Krilov      | ?              |
| Mária Magdaléna                  | Irina Mirosnyicsenko | ?              |
| Tatár kán                        | Bolot Bejszenalijev  | ?              |
| Krisztus                         | Igor Donszkoj        | ?              |
| Jefim                            | Nyikolaj Glaszkov    | ?              |
| Mária, Jézus anyja               | Tamara Ogorodnyikova | ?              |
| Öreg kőfaragó                    | Dmitrij Orlovszkij   | ?              |

## Egyéb alkotók
- Rendezőasszisztens: Bagrat Oganeszjan
- Hangmérnök: Inna Zelencova
- Speciális effektusok: Pavel Szafonov
- Vezényel: Vjacseszlav Ovcsinnyikov

## Szakirodalom
- Andrej Koncsalovszkij – Andrej Tarkovszkij: Az ikonfestő, Andrej Rubljov – irodalmi forgatókönyv; ford. Rab Zsuzsa (Gondolat, Budapest, 1972)[4]
- Nemes Károly: Mitta / Panfilov / Tarkovszkij (Filmbarátok Kiskönyvtára – kortársaink a filmművészetben; Magyar Filmtudományi Intézet és Filmarchívum – Népművelési Propaganda Iroda, Budapest, é.n. [~1977])
- Gyürey Vera: Andrej Rubljov (in: Mozgófénykép, Gyürey Vera – Honffy Pál, Tankönyvkiadó, Budapest, 1984, 263–290 o.)
- Szilágyi Ákos – Kovács András Bálint: Tarkovszkij az orosz film Stalkere (Medvetánc Füzetek 1985/4 – 1986/1 melléklete, ELTE-MKKE, Budapest, 1985)
- Pavel Florenszkij: Az ikonosztáz (Corvina, Budapest, 1988; Képfilozófiák-sorozat, Typotex, Budapest, 2005)
- Szilágyi Ákos – Kovács András Bálint: Tarkovszkij, az orosz film sztalkere (Helikon Kiadó, Budapest, 1997, ISBN 963-208-478-0)
- Andrej Tarkovszkij: A megörökített idő (Osiris, Budapest, 1998; 2002)
- Andrej Tarkovszkij: Napló (Osiris, Budapest, 2002; 2003)
- Paul Schrader: A transzcendentális stílus a filmben: Ozu / Bresson / Dreyer (Szerzőifilmes Könyvtár 2. kötet; Francia Új Hullám, Budapest, 2011)
- Fresli Mihály: A két Andrej: Tarkovszkij és Rubljov a filmvásznon (Nyugat-Magyarországi Egyetem Savaria Egyetemi Központ Bölcsésztudományi Kar, Szombathely, 2013.)

## Díjak

### Cannes-i fesztivál(1969)
- díj: FIPRESCI-díj

### Francia filmkritikusok szövetsége (SFCC) (1971)
- díj: Legjobb külföldi film – Best foreign film

### Jussi (finn nemzeti filmfesztivál) (1973)
- díj: Legjobb külföldi film